# Shakori

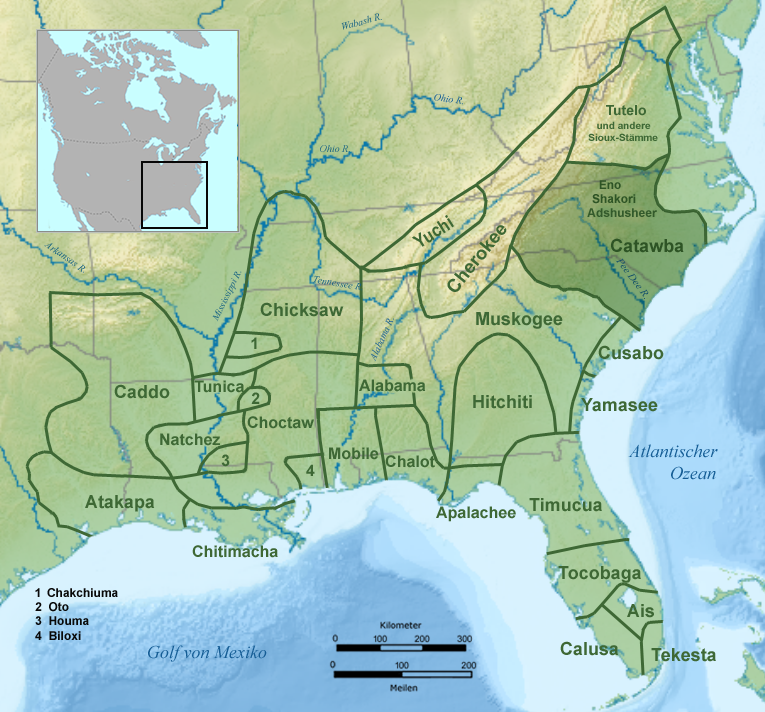
Stammesgebiet der Shakori und weiterer östlicher Siouxstämme im 17. Jahrhundert.

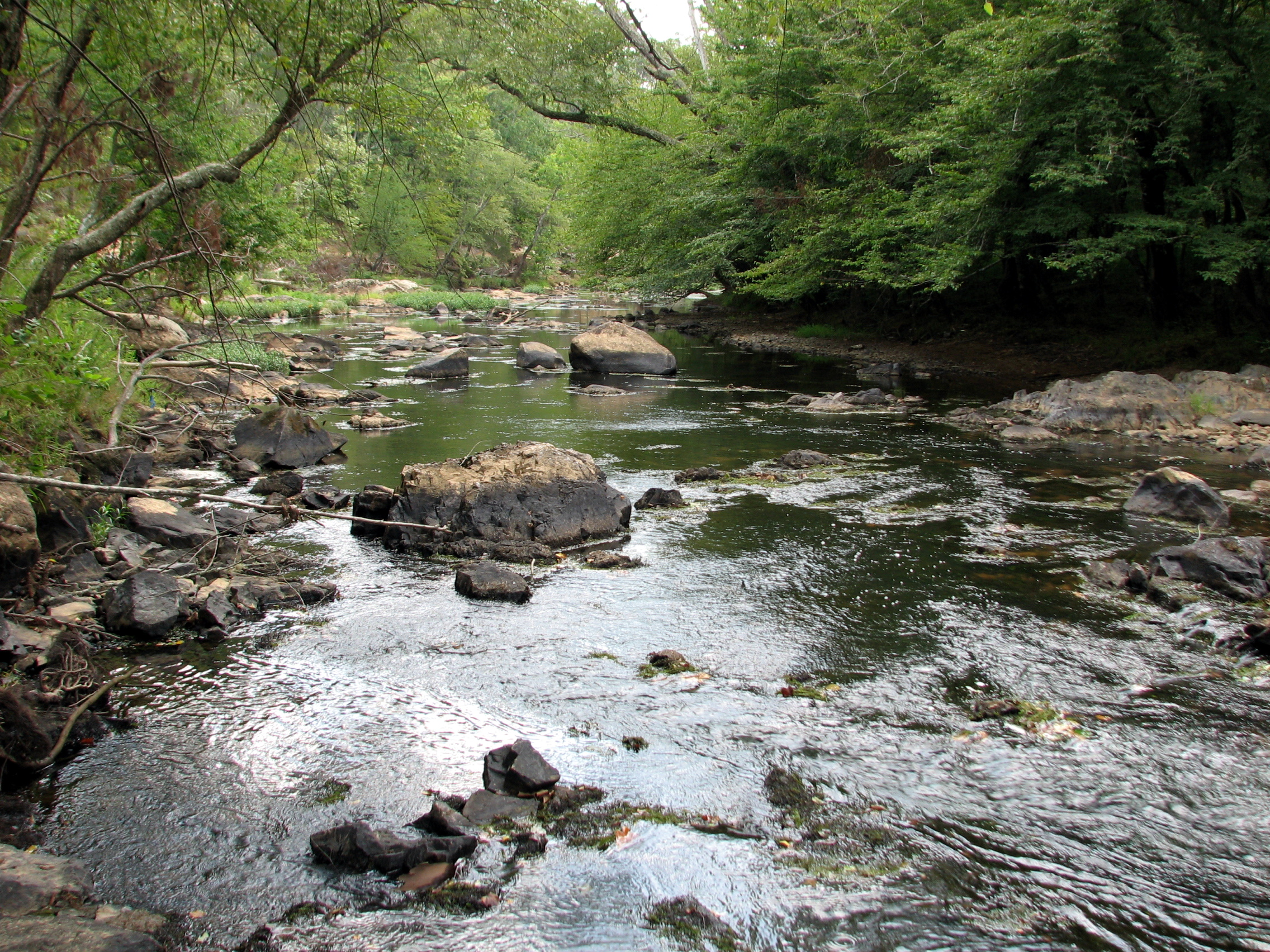
Eno River bei Fews Ford im Eno River State Park.

Die Shakori (auch als Cacores, Shocco oder Shacco bezeichnet) waren ein Stamm nordamerikanischer Ureinwohner, die am Ufer und in der Region um den Shocco, Big Shocco River und am Eno River in den heutigen Countys Vance, Warren und Franklin in North Carolina im Südosten der Vereinigten Staaten beheimatet waren. Die Shakori waren kaum an ein festes Siedlungsgebiet gebunden und zogen häufig umher, es ist unklar, wo genau ihre Wurzeln liegen. Colonel Barnwell identifizierte die Shakori im Tuscarora-Krieg als Sisspahaw, ein Stamm, mit dem sie sicher eng verbündet waren, eventuell waren die Shakori auch ein Ableger des Stammes der Sissipahaw.

## Sprache und Herkunft
Sie gehörten zur indigenen Sprachfamilie der Sioux, obwohl Forschern aufgrund ihrer physischen Merkmale eine nahe Verwandtschaft zu den Stämmen der Sioux unwahrscheinlich erschien. Die Shakori wurden von den Tuscarora als außergewöhnlich klein, fast zwergenhaft bezeichnet und dennoch als kämpferisches und wehrhaftes Volk beschrieben, das die mächtigen Tuscarora nicht hatten unterwerfen können. Die Shakori waren eng mit dem Stamm der Eno, den Adshusheer und den Occaneechee verwandt. Sie hatten gemeinsame Bräuche und teilten sich nicht nur den Lebensraum, sondern ab 1701 auch das gemeinsame Dorf Adshusheer. Der Ursprung und die tatsächliche Bedeutung des Namens ist unbekannt, möglicherweise ist er aus derselben Wortschöpfung entstanden wie der Name der Sugeree und bedeutet in der Catawba-Sprache etwa Verdorbenes oder verwöhntes Volk, vielleicht auch Vom Fluss, dessen Wasser man nicht trinken kann.

## Geschichte
Möglicherweise handelt es sich bei den Shakori um den Stamm der Chicora, der 1521 Allyon begegnete und der Provinz ihren Namen gab. Wenn ja, sind sie im Verlauf des 16. oder im frühen 17. Jahrhundert nach Norden gezogen. Auslöser für diese Wanderung könnte der Besuch Juan Pardos gewesen sein. 1654 erfuhr Governor Yeardley in Virginia von einem Tuscarora aus dem Volk der Cacores. John Lederer fand diesen Stamm schließlich im Jahre 1672 in einem Dorf etwa 22 Kilometer entfernt von den Eno. 1701 berichtet John Lawson, dass die beiden Stämme sich ein Dorf namens Adshusheer unweit des heutigen Durham am Eno River teilten. Die Stämme haben fortan eine gemeinsame Geschichte und bildeten ein gemeinsames Volk. Mooney schätzt die Bevölkerung der Shakori, Eno und Adshusheer auf 1500 Menschen im Jahre 1600.
Heute erinnern die Namen der beiden Bäche Shocco und Big Shocco an die Shakori, außerdem trägt eine Poststation in der Nähe von Warrenton in Warren County diesen Namen. Auf einem Gelände namens Shakori Hills findet das Musikfestival Shakori Hills Grassroots Festival in Chatham County in North Carolina statt und erinnert an den Namen der Indianer. Die U.S. Navy benannte ein Schiff nach den Shakori.
Das gemeinsame Siedlungsgebiet der Eno und Shakori steht heute als Teil des Eno River State Park unter Schutz.